# Jewgeni Wadimowitsch Lobanow
Jewgeni Wadimowitsch Lobanow (russisch Евгений Вадимович Лобанов; * 25. Juli 1984 in Archangelsk, Russische SFSR) ist ein russischer Eishockeytorwart spielt. 

## Karriere
Jewgeni Lobanow begann seine Karriere 2001 bei der zweiten Mannschaft von Lokomotive Jaroslawl in der drittklassigen Perwaja Liga, ehe er 2005 zum russischen Zweitligisten Kristall Saratow wechselte. Während der Saison 2006/07 kehrte der Torwart nach Jaroslawl zurück. In der Saison 2007/08 absolvierte er 28 Spiele im Tor des HK Spartak Moskau. Bei Torpedo Nischni Nowgorod aus der Kontinentalen Hockey-Liga stand er zwischen 2008 und 2010 unter Vertrag und wurde während dieser Zeit in 22 KHL-Partien eingesetzt.
Im Sommer 2010 wechselte er in die zweitklassige Wysschaja Hockey-Liga zu Disel Pensa und kam dort als Stammtorhüter in 49 Partien zum Einsatz. Für die Saison 2011/12 wurde Lobanow als Back-Up für Sergei Mylnikow von Awtomobilist Jekaterinburg verpflichtet.